# Annacotty
Annacotty (irl. Áth na Choite) – miasto w Irlandii w hrabstwie Limerick, położone nad rzeką Mulkear około 7 km od centrum Limerick przy drodze krajowej N7 Limerick – Dublin.

## Historia

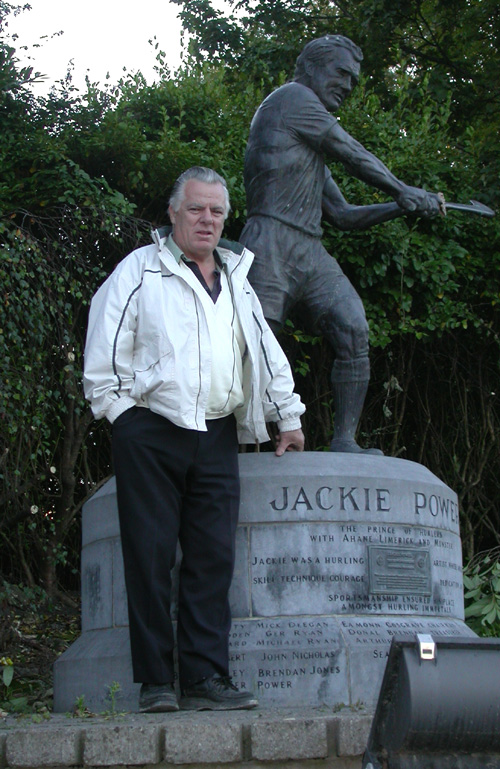
Pomnik Jackie Powera w Annacotty

Początkowo wieś rozwijała się wokół młynów, które powstawały na rzece Mulkear, dopływie Shannon. Jeden z nich, zlokalizowany przy moście, został odrestaurowany i zmieniony na bar i restaurację, drugi położony jest około 1 km w górę rzeki niedaleko Ballyclough. W latach 90. XIX wieku powstało Annacotty Co-Operative Society zajmujące się produkcją masła aż do lat 60. XX wieku, kiedy to zostało przejęte przez Black Abbey Co-operative of Adare, które z czasem włączone zostało w skład największej irlandzkiej mleczarni Dairygold.

## Transport
Droga krajowa N7 pierwotnie biegła przez środek miasta, jego główną ulicą, jednak w 1980 roku w wyniku powstania nowego mostu przez rzekę Mulkear ruch wyniósł się z centrum.
Stację kolejową w Annacotty otwarto 8 sierpnia 1858 roku i ostatecznie zamknięto 105 lat później 9 września 1963 roku.